# Philip Laats
Philip Laats (* 2. Februar 1963 in Antwerpen) ist ein ehemaliger belgischer Judoka. Er nahm viermal an Olympischen Spielen teil.

## Sportliche Karriere
Der 1,65 m große Philip Laats stammt aus einer judobegeisterten Familie, auch seine Brüder Lode, Stefaan und Johan waren Judokas. Philip Laats war bereits 1981 erstmals belgischer Meister im Extraleichtgewicht. Er stieg 1983 ins Halbleichtgewicht auf, die Gewichtsklasse bis 65 Kilogramm. In dieser Gewichtsklasse war er von 1984 bis 1994 zehnmal Belgischer Meister, in jedem Jahr außer 1988. Bei seiner ersten Olympiateilnahme 1984 in Los Angeles belegte er nach einem Sieg und zwei Niederlagen den geteilten neunten Platz.
1984 war Philip Laats Dritter der Militärweltmeisterschaften, 1985 und 1986 belegte er jeweils den zweiten Platz und 1987, 1988 und 1990 siegte er. 1986 und 1987 war er jeweils Fünfter der Europameisterschaften. Bei den Olympischen Spielen 1988 in Seoul unterlag er in seinem ersten Kampf dem Polen Janusz Pawłowski. Nach zwei Siegen in der Hoffnungsrunde unterlag er dem Neuseeländer Brent Cooper und belegte den siebten Platz.
Bei den Europameisterschaften 1990 in Frankfurt unterlag Philip Laats im Viertelfinale dem Franzosen Bruno Carabetta, sicherte sich aber mit drei Siegen in der Hoffnungsrunde eine Bronzemedaille. Anfang 1991 siegte er beim Tournoi de Paris. 1991 und 1992 war er Siebter der Europameisterschaften. Bei den Olympischen Spielen 1992 in Barcelona unterlag er im Viertelfinale dem Ungarn József Csák, mit zwei Siegen in der Hoffnungsrunde erreichte er den Kampf um Bronze, den er gegen den Deutschen Udo Quellmalz verlor.
1993 war er Siebter der Europameisterschaften, bei den Weltmeisterschaften 1993 unterlag er im Kampf um Bronze dem Russen Sergei Kosmynin. Zwei Jahre später erreichte er bei den Europameisterschaften in Birmingham das Halbfinale, dort unterlag er dem Deutschen Peter Schlatter, mit einem Sieg über den Spanier José Tomás Toro sicherte er sich nach 1990 zum zweiten Mal eine Bronzemedaille. 1995 wurden in Ostia zum ersten Mal Militärweltspiele ausgetragen, Philip Laats gewann dort eine Bronzemedaille. 1996 belegte er den siebten Platz bei den Europameisterschaften. Bei den Olympischen Spielen 1996 in Atlanta erreichte er mit drei Siegen das Halbfinale, dort unterlag er Udo Quellmalz nach 3:31 Minuten durch Ippon. Im Kampf um die Bronzemedaille gegen den Brasilianer Henrique Guimarães unterlag er nach 1:36 Minuten. Mit diesem Kampf beendete Philip Laats seine internationale Judo-Karriere.